# Yasmine Abdulaziz
 (septembre 2009).
Si vous disposez d'ouvrages ou d'articles de référence ou si vous connaissez des sites web de qualité traitant du thème abordé ici, merci de compléter l'article en donnant les références utiles à sa vérifiabilité et en les liant à la section « Notes et références ».
Yasmine Abdulaziz, également appelée Yasmine Abdul Aziz ou Abdel-Aziz (en arabe ياسمين عبد العزيز), est une actrice égyptienne, née le 16 janvier 1980 au Caire. Elle est surtout connue pour la comédie musicale Harim Karim. 

## Biographie
Elle a commencé à l'âge de 15 ans dans des spots télévisés. 
Elle a effectué ses études à la Nouvelle académie d'Al Maadi.

### Vie privée
Mariée à l’homme d'affaires Mohamed Nabil Halawa, elle a deux enfants, une fille Yasmin Halawa et un garçon Seif El Din Halawa.
En juillet 2021, elle a été victime d'une erreur médicale, lors d'une opération. Après 26 jours de traitement à l'hôpital au Caire, elle a été transférée à Genève pour des examens médicaux.

## Film
- Gala Gala
- Rasha Gariaa
- Jounoun al Hayat
- Kalb Jarii
- Sayea Bahr
- Farhat Moulazem Adam
- Zaki Chan
- 2005 : Harim Karim d'Ali Idriss
- Haha wa Tofaha
- Al Raheena
- 1/8 Dastet Ashrar
- Karkar
- El anissa mami
- gawazat miri